# Prignano sulla Secchia
Prignano sulla Secchia là một đô thị ở tỉnh Modena thuộc vùng Emilia-Romagna, có vị trí cách khoảng 50 km về phía tây của Bologna và khoảng 30 km về phía tây nam của Modena.
Prignano sulla Secchia giáp các đô thị: Baiso, Castellarano, Palagano, Polinago, Sassuolo, Serramazzoni, Toano.